# God Is a Woman
Albums de Ariana Grande
Dangerous Woman
(20 mai 2016) thank u, next
(8 février 2019)
Singles de Ariana Grande
the light is coming (feat. Nicki Minaj)
(20 juin 2018) breathin
(18 septembre 2018)
Pistes de Sweetener
R.E.M
(4) sweetener
(6)
God Is a Woman est une chanson de la chanteuse américaine Ariana Grande. Elle est sortie le 13 juillet 2018, en tant que le deuxième single de l'album Sweetener. La chanson est écrite par Ariana Grande, Max Martin, Savan Kotecha, Richard Göransson et son producteur Ilya Salmanzadeh.

## Sortie
God Is a Woman a d'abord été annoncé dans une scène du clip vidéo de No Tears Left to Cry, qui affiche ce qui semble être une liste des titres en préparation pour son prochain album. Ariana Grande a confirmé le titre dans l'émission The Tonight Show Starring Jimmy Fallon , le 1er mai 2018. Le 27 juin, Ariana Grande a révélé que la chanson allait devenir la deuxième single de son album à venir. Elle a d'abord annoncé sur Twitter que la chanson sortira le 20 juillet. Cependant, plus tard, elle a confirmé la date de sortie au 13 juillet. Il atteint la 8e place du Billboard Hot 100 la semaine qui suit la sortie de l'album Sweetener.

## Composition et paroles
"God Is a Woman" est une chanson midtempo qui dure trois minutes et dix-sept secondes. Elle a été caractérisée comme un hybride de hip hop et de pop, et a été noté pour sa production trap et ses influences de musique reggae,,. Le Time décrit la chanson comme "une hymne , sensuelle pétante", et a noté que "La voix de Grande est superposée de sorte que cela ressemble à une chorale, mais c'est seulement elle multipliée." Grande rappe à différents points tout au long de la chanson, qui contient des paroles affirmée en embrassant sa féminité et l'entrelacement des thèmes de la sexualité et de la spiritualité,.

## Clip vidéo
Le clip vidéo a été réalisé par Dave Meyers et dispose d'un monologue de Madonna. La vidéo rend hommage au tableau de Michel-Ange La Création d'Adam — où Eve prend la place d'Adam —, à Remus et Romulus, à l'astronomie, à la sexualité féminine, et à d'autres imagerie visuelle, ainsi qu'à la  mythologie grecque. Il cumule 10 millions de vues en 24h.

## Classement
| \| Classement (2018) \| Meilleure place atteinte \| \| ------------------------------------------------- \| ------------------------ \| \| Argentine (Argentina Hot 100)[13] \| 63 \| \| Australie (ARIA)[14] \| 5 \| \| Autriche (Ö3 Austria Top 40)[15] \| 11 \| \| Belgique (Ultratop 50 Flanders)[16] \| 47 \| \| Belgique (Ultratip Wallonia)[17] \| 4 \| \| Bolivie (Monitor Latino)[18] \| 13 \| \| Canada (Canadian Hot 100)[19] \| 5 \| \| Canada CHR/Top 40 (Billboard)[20] \| 4 \| \| Canada Hot AC (Billboard)[21] \| 25 \| \| Croatie (HRT)[22] \| 44 \| \| République tchèque (Singles Digitál Top 100)[23] \| 8 \| \| Danemark (Tracklisten)[24] \| 17 \| \| Finlande (Suomen virallinen lista)[25] \| 8 \| \| France (SNEP)[26] \| 38 \| \| Allemagne (Official German Charts)[27] \| 20 \| \| Grèce Digital Songs (Billboard)[28] \| 1 \| \| Hongrie (Single Top 40)[29] \| 5 \| \| Hongrie (Stream Top 40)[30] \| 3 \| \| Islande (Tonlist)[31] \| 1 \| \| Irlande (IRMA)[32] \| 4 \| \| Italie (FIMI)[33] \| 27 \| \| Israël (Media Forest)[34] \| 1 \| \| Japon (Japan Hot 100)[35] \| 73 \| \| Liban (Lebanese Top 20)[36] \| 14 \| \| Malaisie (RIM)[37] \| 4 \| \| Mexique (Monitor Latino)[38] \| 1 \| \| Pays-Bas (Dutch Top 40)[39] \| 26 \| \| Pays-Bas (Mega Top 50)[40] \| 22 \| \| Pays-Bas (Single Top 100)[41] \| 19 \| \| Nouvelle-Zélande (Recorded Music NZ)[42] \| 5 \| \| Norvège (VG-lista)[43] \| 13 \| \| Portugal (AFP)[44] \| 2 \| \| Roumanie (Airplay 100)[45] \| 92 \| \| Écosse (Official Charts Company)[46] \| 8 \| \| Singapour (RIAS)[47] \| 4 \| \| Slovaquie (Rádio Top 100)[48] \| 66 \| \| Espagne (PROMUSICAE)[49] \| 35 \| \| Suède (Sverigetopplistan)[50] \| 12 \| \| Suisse (Schweizer Hitparade)[51] \| 9 \| \| Royaume-Uni Singles (Official Charts Company)[52] \| 4 \| \| Royaume-Uni R&B (Official Charts Company)[53] \| 2 \| \| États-Unis Billboard Hot 100[54] \| 8 \| \| États-Unis Adult Top 40 (Billboard)[55] \| 36 \| \| États-Unis Dance Club Songs (Billboard)[56] \| 1 \| \| États-Unis Dance/Mix Show Airplay (Billboard)[57] \| 6 \| \| États-Unis Mainstream Top 40 (Billboard)[58] \| 1 \| \| États-Unis Rhythmic (Billboard)[59] \| 27 \| |                          |
| Classement (2018) | Meilleure place atteinte |
| Argentine (Argentina Hot 100) | 63                       |
| Australie (ARIA) | 5                        |
| Autriche (Ö3 Austria Top 40) | 11                       |
| Belgique (Ultratop 50 Flanders) | 47                       |
| Belgique (Ultratip Wallonia) | 4                        |
| Bolivie (Monitor Latino) | 13                       |
| Canada (Canadian Hot 100) | 5                        |
| Canada CHR/Top 40 (Billboard) | 4                        |
| Canada Hot AC (Billboard) | 25                       |
| Croatie (HRT) | 44                       |
| République tchèque (Singles Digitál Top 100) | 8                        |
| Danemark (Tracklisten) | 17                       |
| Finlande (Suomen virallinen lista) | 8                        |
| France (SNEP) | 38                       |
| Allemagne (Official German Charts) | 20                       |
| Grèce Digital Songs (Billboard) | 1                        |
| Hongrie (Single Top 40) | 5                        |
| Hongrie (Stream Top 40) | 3                        |
| Islande (Tonlist) | 1                        |
| Irlande (IRMA) | 4                        |
| Italie (FIMI) | 27                       |
| Israël (Media Forest) | 1                        |
| Japon (Japan Hot 100) | 73                       |
| Liban (Lebanese Top 20) | 14                       |
| Malaisie (RIM) | 4                        |
| Mexique (Monitor Latino) | 1                        |
| Pays-Bas (Dutch Top 40) | 26                       |
| Pays-Bas (Mega Top 50) | 22                       |
| Pays-Bas (Single Top 100) | 19                       |
| Nouvelle-Zélande (Recorded Music NZ) | 5                        |
| Norvège (VG-lista) | 13                       |
| Portugal (AFP) | 2                        |
| Roumanie (Airplay 100) | 92                       |
| Écosse (Official Charts Company) | 8                        |
| Singapour (RIAS) | 4                        |
| Slovaquie (Rádio Top 100) | 66                       |
| Espagne (PROMUSICAE) | 35                       |
| Suède (Sverigetopplistan) | 12                       |
| Suisse (Schweizer Hitparade) | 9                        |
| Royaume-Uni Singles (Official Charts Company) | 4                        |
| Royaume-Uni R&B (Official Charts Company) | 2                        |
| États-Unis Billboard Hot 100 | 8                        |
| États-Unis Adult Top 40 (Billboard) | 36                       |
| États-Unis Dance Club Songs (Billboard) | 1                        |
| États-Unis Dance/Mix Show Airplay (Billboard) | 6                        |
| États-Unis Mainstream Top 40 (Billboard) | 1                        |
| États-Unis Rhythmic (Billboard) | 27                       |

### Classement de fin de mois
| Classement (2018)             | Meilleure place atteinte |
| ----------------------------- | ------------------------ |
| Brésil Streaming (Pro-Música) | 37                       |

### Classement de fin d'année
| Classement (2018)                             | Position |
| --------------------------------------------- | -------- |
| Australie (ARIA)                              | 91       |
| Canada (Canadian Hot 100)                     | 66       |
| Hongrie (Single Top 40)                       | 84       |
| Hongrie (Stream Top 40)                       | 56       |
| Israël (Galgalatz)                            | 17       |
| Royaume-Uni Singles (Official Charts Company) | 76       |
| États-Unis Billboard Hot 100                  | 62       |
| États-Unis Dance Club Songs (Billboard)       | 40       |
| États-Unis Mainstream Top 40 (Billboard)      | 27       |

### Liens Externes
[vidéo] « Ariana Grande - God Is a Woman », sur YouTube